# Windmotor Lindevallei
De Windmotor Lindevallei is een poldermolen nabij de Fries-Stellingwerfse plaats Wolvega, die in de Nederlandse gemeente Weststellingwerf ligt. De molen is een middelgrote niet-maalvaardige Amerikaanse windmotor, die een windrad heeft met een diameter van 5 meter. Hij staat ongeveer 2,5 km ten zuidoosten van Wolvega aan de noordelijke oever van de Linde in het natuurgebied de Lindevallei. De windmotor verkeerde in 2008 in vervallen toestand. Hij is niet te bezichtigen.